# Euclimacia fusca
Euclimacia fusca är en insektsart som beskrevs av Hermann Stitz 1913. Euclimacia fusca ingår i släktet Euclimacia och familjen fångsländor. Inga underarter finns listade i Catalogue of Life.